# Maksim Mirni
Maxim "Max" Nikoláyevich Mirnyi (belarús: Максім Мірны; nascut el 6 de juliol de 1977) és un jugador professional de tennis nascut a Minsk, Belarús.
Com Natasha Zvereva (una estrella del tennis belarussa dels anys 1980 i principis dels 90), Max Mirnyi se centra en dobles. Els seus més grans assoliments fins ara són les dues victòries en dobles en l'Open dels Estats Units el 2000 i 2002 i els seus títols en el Torneig de Roland Garros el 2005, 2006 i 2011. El 2003 va aconseguir la final de dobles en Wimbledon. El 9 de juny de 2003 va aconseguir la primera posició en el rànquing de dobles de l'ATP. En individuals, va aconseguir el rànquing més alt de la seua carrera (número 18) a l'agost de 2003.
Es va convertir en heroi nacional de Belarús després d'una molt bona actuació en la Copa Davis de 2004, quan juntament a Vladímir Volchkov van derrotar a Rússia 3-2 i posteriorment a l'Argentina per 5-0, caent en semifinals davant els Estats Units.